# Adolf Prokop
Adolf Prokop, né le 2 février 1939 est un ancien arbitre est-allemand et international de football.

## Carrière
Les faits marquants en tant qu'arbitre international : 
- Jeux olympiques 1976 (1 match)
- Coupe du monde de football de 1978 (1 match)
- Championnat d'Europe de football 1980 (1 match)
- Coupe UEFA 1980-1981 (match aller entre Ipswich Town FC et AZ Alkmaar 3-0)
- Coupe du monde de football de 1982 (1 match)
- Championnat d'Europe de football 1984 (1 match)
- Finale de la Coupe d'Europe des vainqueurs de coupe 1983-1984 (Juventus -  Porto 2-1)